# بيرتكنيتات الصوديوم
بيرتكنيتات الصوديوم مركب لاعضوي صيغته الكيميائية NaTcO4، ويوجد على هيئة صلب أبيض؛ وينتمي كيميائياً إلى مجموعة البيرتكنيتات.

## التحضير
يحضر هذا المركب من تفاعل تعديل حمض البيرتكنيتيك باستخدام هيدروكسيد الصوديوم:
{\displaystyle {\ce {NaOH + HTcO4 -> NaTcO4 + H2O}}}

## الخواص
يوجد المركب في الشروط القياسية من الضغط ودرجة الحرارة على هيئة صلب بلوري أبيض. للمركب بنية نظام بلوري رباعي ذات تناظر مشوه.

## الاستخدامات
يستخدم هذا المركب في مجال الطب النووي على هيئة دواء مشع من أجل تأمين مصدر لأيونات البيرتكنيتات لعمليات التشخيص الإشعاعي؛ إذ يستخدم من أجل توليد نويدات تكنيشيوم-99m ذات عمر النصف القصير نسبياً (قرابة ست ساعات) وتتميز بأن كثافة التعرض الإشعاعي لها قليلة نسبياً.